# Tolosa Club de Fútbol
Il Tolosa Club de Fútbol è una squadra di calcio della città di Tolosa nei Paesi Baschi in Spagna. La squadra di calcio fu fondata nel 1922.
Attualmente la sezione sportiva è composta da atletica leggera, pallacanestro, palla a mano, ciclismo, nuoto, pelota basca e tennis.
Milita in Tercera División RFEF, il quinto livello del campionato spagnolo.

## Palmarès

### Altri piazzamenti
- Tercera División:

Terzo posto: 1989-1990, 1990-1991